# Liu Yang
Liu Yang (xinès: 刘洋, pinyin: Liú Yáng; 6 d'octubre de 1978, Zhengzhou, República Popular Xina) és una pilot i astronauta xinesa. El 16 de juny de 2012 es va convertir en la primera dona xinesa que va viatjar a l'espai, com a membre de la tripulació de la missió Shenzhou 9. Està casada, requisit imprescindible per a totes les dones taikonautes.

## Carrera
Liu va ser sotsdirectora d'una unitat de vol de la Força Aèria de l'Exèrcit Popular d'Alliberament i major de l'exèrcit. També és una pilot veterana amb més de 1700 hores d'experiència en vol i, després de dos anys d'entrenament, va destacar en les proves abans de ser seleccionada amb una altra dona, Wang Yaping, com a candidata per al cos de taikonautes.
Liu va ser seleccionada com a membre de la tripulació de la missió Shenzhou 9, la primera missió tripulada a l'estació espacial xinesa Tiangong 1, convertint-se en la primera taikonauta femenina a viatjar a l'espai per al programa espacial xinès, juntament amb Jing Haipeng i Wang Liu. La missió va iniciar el 16 de juny de 2012, 49 anys després que tingués lloc el primer viatge d'una dona a l'espai, la cosmonauta Valentina Tereshkova.